# Щитохвостые змеи
Щитохвостые змеи (лат. Uropeltidae) — семейство змей, представители которого обитают в Шри-Ланке, на Индийском субконтиненте и в Юго-Восточной Азии.

## Характеристика

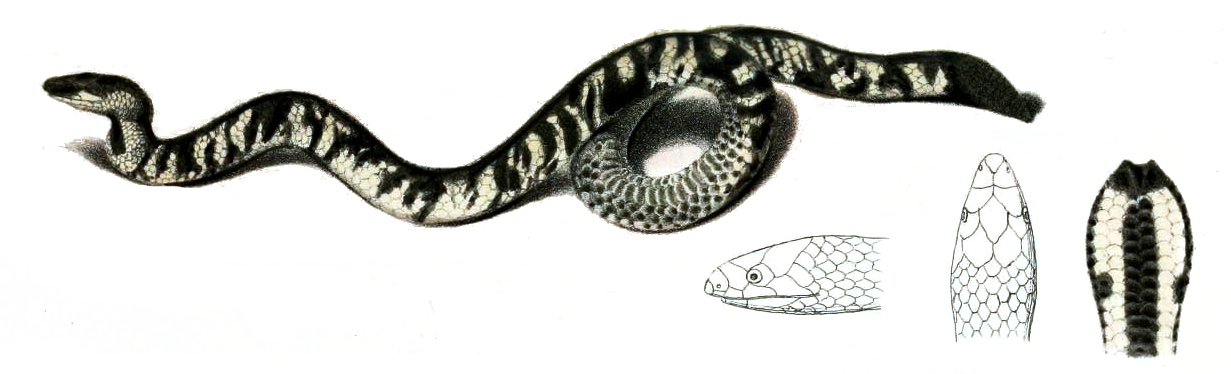
Кожные покровы Uropeltis ceylanica

Щитохвостые змеи — это маленькие, живущие под землей животные, длиной от 20 до 75 см. Многочисленные виды имеют очень пёструю окраску тела с металлическим отливом. Очень подвижная благодаря суставу голова приспособлена к роющему образу жизни, она клиновидной, заострённой формы. Череп необычно стабилен. Глаза редуцированы у всех видов, за исключением 2 видов рода Platyplectrurus, и покрыты чешуёй. Тело в поперечном разряде круглое и покрыто относительно крупной чешуёй. Хвост короткий с тупым концом. Часто он выглядит косо срезанным сверху. Хвост служит при копании в грунте, очевидно, в качестве упора. У змей имеются рудиментарные остатки таза. Левое лёгкое отсутствует.
Змеи питаются, прежде всего, дождевыми червями, а также мелкими, наземными ящерицами (сцинковые). Они яйцеживородящие. В помёте от 2 до 10 детёнышей.

## Роды
Включает 7 родов:
- Меланофидиумы (Melanophidium Günther, 1864)
- Южноиндийские щитохвостые змеи (Platyplectrurus Günther, 1868)
- Плектурусы (Plectrurus Duméril, 1851)
- Pseudoplectrurus
- Ринофисы, щитохвостки (Rhinophis Hemprich, 1820)
- Теретрурусы (Teretrurus Beddome, 1886)
- Щитохвостки (Uropeltis Cuvier, 1829)